# Hendaye
Hendaye (spanyolul: Hendaya) egy település Franciaországban, Pyrénées-Atlantiques megyében, a spanyol határon. Lakosainak száma 18 074 fő (2022. január 1.). Hendaye Urrugne, Irun és Hondarribia községekkel határos.
Különlegessége, hogy minden évben augusztustól januárig közigazgatásilag Hendaye-hoz tartozik a Fácánok szigete nevű kondomínium, míg az év fennmaradó részében a spanyolországi Irúnhoz.

## Népesség
A település népességének változása:
| Lakosok száma | 16 887 | 16 328 | 17 006 | 16 484 | 16 805 | 16 967 | 17 621 | 17 796 | 18 074 |
|               | 2013   | 2015   | 2016   | 2017   | 2018   | 2019   | 2020   | 2021   | 2022   |